# Campeonato Uruguayo de Primera División 1939
El Campeonato Uruguayo 1939 fue el 36° torneo de Primera División del fútbol uruguayo, correspondiente al año 1939 (se disputó durante el trascurso del año 1939, finalizando el 28 de abril de 1940).
El torneo consistió en un campeonato a dos ruedas de todos contra todos, coronando campeón al equipo que logre más puntos, mientras que el peor equipo debía jugar la promoción para evitar descender a Intermedia.

## Campeonato

### Tabla de posiciones
| Pos. | Equipo               | PJ | PG | PE | PP | GF | GC | Dif. | Pts. |
| ---- | -------------------- | -- | -- | -- | -- | -- | -- | ---- | ---- |
| 1º   | Nacional             | 20 | 13 | 2  | 5  | 60 | 16 | +44  | 28   |
| 1º   | Peñarol              | 20 | 13 | 2  | 5  | 56 | 25 | +31  | 28   |
| 3º   | Montevideo Wanderers | 20 | 7  | 8  | 5  | 33 | 28 | +5   | 22   |
| 4º   | Liverpool            | 20 | 8  | 3  | 9  | 28 | 31 | -3   | 19   |
| 5º   | River Plate          | 20 | 6  | 7  | 7  | 25 | 30 | -5   | 19   |
| 6º   | Defensor             | 20 | 6  | 7  | 7  | 29 | 44 | -15  | 19   |
| 7º   | Racing               | 20 | 6  | 7  | 7  | 28 | 45 | -17  | 19   |
| 8º   | Central              | 20 | 6  | 6  | 8  | 23 | 42 | -19  | 18   |
| 9º   | Rampla Juniors       | 20 | 6  | 5  | 9  | 36 | 42 | -6   | 17   |
| 10º  | Sud América          | 20 | 5  | 6  | 9  | 36 | 37 | -1   | 16   |
| 11º  | Bella Vista          | 20 | 5  | 5  | 10 | 27 | 41 | -14  | 15   |

|  | Desempate.          |
|  | Juega la promoción. |

### Desempate final
En virtud de que Nacional y Peñarol finalizaron ambos en primera posición empatados en puntos, debieron definir el torneo en una final, disputada el 28 de abril del año siguiente. A Nacional lo dirigió durante todo el torneo el escocés William Reaside, pero al disputarse la final en 1940, el entrenador ya era "el Manco" Castro.
|       | POR   | Aníbal Paz             |  |
|       | DEF   | Luis María Fazio       |  |
|       | DEF   | Juan Ramón Cabrera     |  |
|       | MED   | Luis Alberto Pérez Luz |  |
|       | MED   | Rodolfo Pini           |  |
|       | MED   | Eugenio Galvalisi      |  |
|       | DEL   | Luis Volpi             |  |
|       | DEL   | Aníbal Ciocca          |  |
|       | DEL   | Atilio García          |  |
|       | DEL   | Francisco Arispe       |  |
|       | DEL   | Roberto Porta          |  |
| D. T. | D. T. | Héctor Castro          |  |

|       | POR   | Julio Barrios     |  |
|       | DEF   | Agustín Prado     |  |
|       | DEF   | Mario Barrada     |  |
|       | MED   | Erebo Zunino      |  |
|       | MED   | Francisco Palermo |  |
|       | MED   | Raúl Rodríguez    |  |
|       | DEL   | Nicolás Orlando   |  |
|       | DEL   | Pedro Lago        |  |
|       | DEL   | Sylvio Pirillo    |  |
|       | DEL   | Severino Varela   |  |
|       | DEL   | Adelaido Camaití  |  |
| D. T. | D. T. | Athuel Velázquez  |  |

| Anotado | 39'  | Fernando Arispe |
| Anotado | 98'  | Luis Volpi      |
| Anotado | 103' | Atilio García   |

| Anotado | 85'  | Adelaido Camaití |
| Anotado | 110' | Adelaido Camaití |

| Árbitro             | Aníbal Tejada    |
| Árbitros asistentes | Nobel Valentini  |
| Árbitros asistentes | Juan José Nilson |

|       | POR   | Aníbal Paz             |  |
|       | DEF   | Luis María Fazio       |  |
|       | DEF   | Juan Ramón Cabrera     |  |
|       | MED   | Luis Alberto Pérez Luz |  |
|       | MED   | Rodolfo Pini           |  |
|       | MED   | Eugenio Galvalisi      |  |
|       | DEL   | Luis Volpi             |  |
|       | DEL   | Aníbal Ciocca          |  |
|       | DEL   | Atilio García          |  |
|       | DEL   | Francisco Arispe       |  |
|       | DEL   | Roberto Porta          |  |
| D. T. | D. T. | Héctor Castro          |  |

|       | POR   | Julio Barrios     |  |
|       | DEF   | Agustín Prado     |  |
|       | DEF   | Mario Barrada     |  |
|       | MED   | Erebo Zunino      |  |
|       | MED   | Francisco Palermo |  |
|       | MED   | Raúl Rodríguez    |  |
|       | DEL   | Nicolás Orlando   |  |
|       | DEL   | Pedro Lago        |  |
|       | DEL   | Sylvio Pirillo    |  |
|       | DEL   | Severino Varela   |  |
|       | DEL   | Adelaido Camaití  |  |
| D. T. | D. T. | Athuel Velázquez  |  |

| Anotado | 39'  | Fernando Arispe |
| Anotado | 98'  | Luis Volpi      |
| Anotado | 103' | Atilio García   |

| Anotado | 85'  | Adelaido Camaití |
| Anotado | 110' | Adelaido Camaití |

| Árbitro             | Aníbal Tejada    |
| Árbitros asistentes | Nobel Valentini  |
| Árbitros asistentes | Juan José Nilson |

- Reporte del partido en RSSSF.com

|                                             |
| Uruguay                                     |
| Campeón Uruguayo 1939 Nacional 14.to título |

### Desempate por el ascenso y descenso
La promoción la disputaban el último equipo del campeonato (Bella Vista) frente al campeón de la Intermedia de ese año (Progreso).
|  | Progreso | 2:1     | Bella Vista |  |  |
|  |          | Reporte |             |  |  |

|  | Bella Vista | 2:0     | Progreso |  |  |
|  |             | Reporte |          |  |  |

|  | Bella Vista | 3:0     | Progreso |  |  |
|  |             | Reporte |          |  |  |

Bella Vista permanece en la Primera División y Progreso permanece en la Divisional Intermedia.

### Equipos clasificados

#### Copa Aldao 1939
|   | Equipo   | Clasificación como                   |
| - | -------- | ------------------------------------ |
| 1 | Nacional | Campeón del Campeonato Uruguayo 1939 |

### Fixture
| Bella Vista    | 2-1 | Peñarol     |
| Rampla Juniors | 2-1 | Nacional    |
| Defensor       | 2-2 | Sud América |
| River Plate    | 2-0 | Central     |
| Liverpool      | 0-0 | Racing      |

| Racing               | 1-0 | Nacional    |
| Montevideo Wanderers | 4-1 | Peñarol     |
| River Plate          | 3-2 | Bella Vista |
| Sud América          | 4-3 | Liverpool   |
| Central              | 2-1 | Defensor    |

| Peñarol     | 6-0 | Central              |
| Nacional    | 0-0 | River Plate          |
| Sud América | 4-1 | Montevideo Wanderers |
| Bella Vista | 2-1 | Rampla Juniors       |
| Defensor    | 4-2 | Liverpool            |

| Nacional             | 2-1 | Sud América    |
| Peñarol              | 7-0 | Defensor       |
| Bella Vista          | 1-1 | Liverpool      |
| Montevideo Wanderers | 4-2 | Rampla Juniors |
| Central              | 1-1 | Racing         |

| Peñarol              | 5-0 | Rampla Juniors |
| Nacional             | 2-0 | Bella Vista    |
| Montevideo Wanderers | 3-1 | River Plate    |
| Central              | 2-1 | Sud América    |
| Racing               | 4-1 | Defensor       |

| Nacional    | 4-1 | Liverpool            |
| Peñarol     | 5-0 | Racing               |
| Sud América | 3-1 | Rampla Juniors       |
| Bella Vista | 2-0 | Montevideo Wanderers |
| River Plate | 0-0 | Defensor             |

| River Plate          | 4-2 | Peñarol        |
| Nacional             | 6-1 | Central        |
| Montevideo Wanderers | 3-1 | Racing         |
| Defensor             | 2-0 | Bella Vista    |
| Liverpool            | 4-2 | Rampla Juniors |

| Nacional             | 6-0 | Defensor       |
| Sud América          | 1-1 | Peñarol        |
| Central              | 1-1 | Rampla Juniors |
| Montevideo Wanderers | 2-0 | Liverpool      |
| River Plate          | 1-0 | Racing         |

| Montevideo Wanderers | 1-1 | Central     |
| Sud América          | 1-1 | Bella Vista |
| Liverpool            | 1-0 | River Plate |
| Peñarol              | 2-1 | Nacional    |
| Rampla Juniors       | 4-4 | Racing      |

| Peñarol              | 3-1 | Liverpool   |
| Central              | 1-1 | Bella Vista |
| Sud América          | 7-1 | Racing      |
| Rampla Juniors       | 1-1 | River Plate |
| Montevideo Wanderers | 1-1 | Defensor    |

| Central        | 1-0 | Liverpool            |
| Sud América    | 1-1 | River Plate          |
| Nacional       | 2-0 | Montevideo Wanderers |
| Rampla Juniors | 4-1 | Defensor             |
| Bella Vista    | 2-0 | Racing               |

| Peñarol  | 3-1 | Bella Vista    |
| Nacional | 4-1 | Rampla Juniors |
| Defensor | 2-1 | Sud América    |
| Central  | 2-1 | River Plate    |
| Racing   | 2-1 | Liverpool      |

| Montevideo Wanderers | 2-2   | Peñarol     |
| River Plate          | 1-1   | Bella Vista |
| Liverpool            | 1-0   | Sud América |
| Central              | 1-1   | Defensor    |
| Nacional             | 6-1 * | Racing      |

| Central        | 3-2 | Peñarol              |
| Nacional       | 4-1 | River Plate          |
| Sud América    | 0-0 | Montevideo Wanderers |
| Rampla Juniors | 5-1 | Bella Vista          |
| Liverpool      | 4-1 | Defensor             |

| Nacional             | 2-2 | Sud América    |
| Peñarol              | 3-1 | Defensor       |
| Liverpool            | 1-0 | Bella Vista    |
| Montevideo Wanderers | 0-0 | Rampla Juniors |
| Central              | 2-2 | Racing         |

| Peñarol              | 2-0 | Rampla Juniors |
| Nacional             | 8-2 | Bella Vista    |
| Montevideo Wanderers | 2-2 | River Plate    |
| Central              | 4-1 | Sud América    |
| Racing               | 2-2 | Defensor       |

| Nacional             | 4-0 | Liverpool   |
| Peñarol              | 4-1 | Racing      |
| Rampla Juniors       | 4-0 | Sud América |
| Montevideo Wanderers | 3-2 | Bella Vista |
| River Plate          | 1-1 | Defensor    |

| Peñarol              | 2-0 | River Plate    |
| Nacional             | 5-0 | Central        |
| Montevideo Wanderers | 2-2 | Racing         |
| Defensor             | 2-1 | Bella Vista    |
| Liverpool            | 2-0 | Rampla Juniors |

| Defensor             | 2-1 | Nacional    |
| Peñarol              | 3-2 | Sud América |
| Rampla Juniors       | 2-1 | Central     |
| Montevideo Wanderers | 1-1 | Liverpool   |
| River Plate          | 1-0 | Racing      |

| Montevideo Wanderers | 4-0 | Central        |
| Sud América          | 4-1 | Bella Vista    |
| Liverpool            | 4-0 | River Plate    |
| Nacional             | 1-0 | Peñarol        |
| Racing               | 1-0 | Rampla Juniors |

| Peñarol        | 2-1 | Liverpool            |
| Bella Vista    | 3-0 | Central              |
| Racing         | 3-1 | Sud América          |
| Rampla Juniors | 4-3 | River Plate          |
| Defensor       | 3-0 | Montevideo Wanderers |

| Liverpool      | 1-0 | Central              |
| River Plate    | 2-0 | Sud América          |
| Nacional       | 1-0 | Montevideo Wanderers |
| Rampla Juniors | 2-2 | Defensor             |
| Bella Vista    | 2-2 | Racing               |

- Nota Jornada 13: Racing ganó los puntos por inhabilitación del futbolista de Nacional Luis A. Pérez Luz.